# خوش‌تعریف
در علم ریاضیات یک عبارت خوش‌تعریف است اگر بدون ابهام باشد و اشیای آن مستقل از نمایش‌شان باشند. به عبارت دیگر، بدین معنی است که یک عبارت ریاضی منطقی و معین باشد.
به زبان ساده‌تر یک تابع خوش‌تعریف است اگر شکل ورودی تغییر کرد (نه مقدار آن)، مثلاً به جای {\displaystyle 0.5} مقدار {\displaystyle 1\div 2} یا {\displaystyle {\frac {1}{2}}} را دادیم، مقدار خروجی تغییری نکند.
خوش‌تعریفی تابع در اینجا یعنی هر ورودی فقط یک خروجی داشتن، یعنی تابع بودن.
اصطلاحاً وقتی می‌گوئیم تابع خوش‌تعریف است یعنی تابع است.
اما دلیل اینکه صفت خوش تعریفی را می‌آوریم این است که گاهی رابطه (قانون) ظاهرش نشان می‌دهد که قانون یک تابع است اما وقتی به دقت آن را بررسی می‌کنیم می‌فهمیم که تابع نیست.
در این موارد می‌گویند تابع خوش‌تعریف نیست.